# ورزشگاه عمر بونگو
۰°۲۳′۳۰٫۵″ شمالی ۹°۲۷′۷٫۸″ شرقی / ۰٫۳۹۱۸۰۶°شمالی ۹٫۴۵۲۱۶۷°شرقی
ورزشگاه عمر بونگو یک ورزشگاه چند منظوره که در شهر لیبرویل، گابن واقع است. ورزشگاه بیشتر برای مسابقات فوتبال استفاده می‌شود و به عنوان زمین خانگی ۱۰۵ لیبرویل عمل می‌کند. ورزشگاه گنجایش ۴۰٬۰۰۰ هزار نفر را دارا است. نام ورزشگاه برگرفته از عمر بونگو ریس جمهور گابن در سالهای ۱۹۶۷ تا ۲۰۰۹.